# Питър Пол Маршал
Питър Пол Маршал (на английски: Peter Paul Marshall) е шотландски художник и инженер, работил главно в Англия.
Роден е през 1830 година в Единбург в семейството на художник. Завършва гимназия и отива да работи в Англия като чертожник и инженер. Там започва да рисува, а по-късно се сближава с кръга на Прерафаелитите. Заедно с някои от тях участва в предприятието за приложно изкуство „Морис, Маршал, Фокнър и Ко.“, в което най-активна роля играе Уилям Морис. След закриването на фирмата продължава да се занимава с изкуство и дълги години е главен инженер на Норич.
Питър Пол Маршал умира на 16 февруари 1900 година в Тинмът.